# چهرآباد
روستای چهرآباد یکی از روستاهای استان زنجان بوده که در شهرستان زنجان واقع شده‌است.
چهرآباد در ۷۰ کیلومتری شهرستان زنجان واقع شده‌است. از لحاظ موقعیت جغرافیایی روستای چهرآباد در حدفاصل بین شهرهای نیکپی، ماهنشان و میانه واقع شده‌است. به عبارت دیگر اگر شهرهای نیکپی، میانه و ماهنشان به عنوان راس‌های یک مثلث در نظر گرفته شوند، روستای چهرآباد در مرکز این مثلث واقع شده‌است. از روستاهای همجوار آن می‌توان به مهرآباد، رضاآباد، حمزه لو و قزلجه اشاره کرد. روستای چهرآباد یکی از تاریخی‌ترین روستاها به‌شمار می‌رود. این روستا دارای حدود ۳۰۰نفر جمعیت بوده و از ۱۲۰ خانوار تشکیل می‌شود؛ که به‌علت خشکسالی‌های سالهای اخیر و عدم تأمین آب شرب جمعیت ان مهاجرت کرده و از ۵۰۰ نفر به ۳۰۰ کاهش یافته‌است. اما با تأسیس دهیاری در سال ۸۷ و پیگیری بسیاری از مشکلات روستا از جمله تأمین اب شرب برای اهالی روستا و با وجود مشکلات متعدد در این راه، بالاخره در سال ۹۶ چاه آب شرب روستا لایروبی و انتقال آن به منازل انجام گرفت که تأثیر بسیار زیادی در رونق روستا داشت. همچنین طبق درخواست و پیگیرهای دهیاری که از سال ۸۸ جهت احداث آبخوان در روستا جهت رونق کشاورزی شروع شد. و در همان سال با همکاری دهیاری و طبق صورتجلسه منعقده بین دهیاری و شرکت پیمانکار طرح مطالعاتی و همچنین نقشه برداری آن انجام گرفت. از اوایل سال ۹۷ طبق درخواست آبخیزداری ، دهیاری شروع به اخذ رضایت نامه از مالکان زمین های واقع در مسیر سد کرد و بعد از اخذ رضایت نامه احداث سد خاکی در روستا شروع شد و اکنون نیز در حال اجرا می‌باشد که این سد هم آب شرب و هم آب مورد نیاز کشاورزان را تأمین خواهد کرد و هم اینکه از جاری شدن سیلاب که باغات روستا را تهدید می‌کرد جلوگیری خواهد کرد.( پیام ملّت – دهیار روستای چهرآباد زنجان از ایمن شدن این منطقه در قبال سیل با اجرای پروژه پخش سیلاب اداره کل منابع طبیعی استان خبر داد و گفت: با اتمام این پروژه امیدوارانه منتظر سرسبزی باغات و مهاجرت معکوس و رونق گیر ...
پیام ملّت – دهیار روستای چهرآباد زنجان از ایمن شدن این منطقه در قبال سیل با اجرای پروژه پخش سیلاب اداره کل منابع طبیعی استان خبر داد و گفت: با اتمام این پروژه امیدوارانه منتظر سرسبزی باغات و مهاجرت معکوس و رونق گیری کسب و کار کشاورزی می مانیم.
بهروز رحمتی، دهیار چهرآباد با اشاره به اجرای پروژه پخش سیلاب در این منطقه ایمن شدن روستا در مقابل سیل را از اهداف اصلی پروژه اعلام کرد و افزود: این روستا در مقابل سیل به ویژه بهار بسیار آسیب پذیر بوده و همین امر سبب مهاجرت روستائیان شد. معتقدیم این اقدام اداره کل در حفظ آبهای حاصل از بارندگی باران و برف نقش اساسی ایفا خواهد کرد.
وی با بیان اینکه امیدواریم با اتمام این پروژه زمینه برای مهاجرت معکوس فراهم شود، تصریح کرد: با اجرای پروژه پخش سیلاب، پرآب شدن سفره های زیرزمینی، سرسبزی باغات، بازگشت روستائیان و اشتغال‌زایی را در روستای چهرآباد شاهد خواهیم بود.
حسین قهرمانی، مشاور پروژه پخش سیلاب روستای چهرآباد زنجان نیز با اشاره به مشخصات فنی پروژه، کنترل سیل در بالادست و نجات روستا از خطر سیل، مهار کردن سیل و تزریق آب های حاصل از باران و سیل به زمین و پرآب شدن سفره های آب زیرزمینی، آبگیری پایین دست، کنترل رسوب، تلطیف هوا و ایجاد منطقه گردشگری را از نتایج مثبت این پروژه اعلام کرد. اکنون چهره روستا کاملاً تغییر یافته جدول گذاری و پارک کودک ساخته شده و دیوار ساحلی جهت جلوگیری از خسارات سیل ساخته شده‌است. از مکان‌های دیدنی این روستا می‌توان به معدن نمک، آبشار شارشار، چمن طبیعی بسیار وسیع و باغهای سیب و هلو آن اشاره کرد. مردان نمکی یافته شده در استان زنجان نیز متعلق به معدن یادشده می‌باشد.
روستای چهرآباد در ۷۰ کیلومتری استان زنجان و از روستاهای شهرستان زنجان بخش زنجانرود دهستان غنی بیگلو قرار دارد؛ که در زمان گذشته در مسیر جاده ابریشم بوده‌است. در اطراف روستا سنگی بزرگی است که بر روی ان خطی باستانی حک شده که نشانگر عبور جاده ابریشم از این منطقه بوده‌است